# Bella Sims
Arabella Gabrielle „Bella“ Sims (* 25. Mai 2005 in Las Vegas) ist eine US-amerikanische Schwimmerin.

## Erfolge
Bei den Olympischen Spielen 2020 in Tokio schwamm Sims als Startschwimmerin im Vorlauf zusammen mit Paige Madden, Katie McLaughlin und Brooke Forde in der 4 × 200-m-Freistilstaffel. Im Finale gewann die US-Staffel ohne sie die Silbermedaille hinter der Mannschaft aus China.
Bei den Schwimmweltmeisterschaften in Budapest 2022 schwamm Sims sowohl im Vorlauf als auch im Finale der 4 × 200-m-Freistilstaffel. Als Schlussschwimmerin im Finale gewann sie zusammen mit Claire Weinstein, Leah Smith und Katie Ledecky die Goldmedaille vor den Mannschaften aus Australien und Kanada.